# Raymond Trousson
Raymond Trousson (Bruselas, 11 de junio de 1936-25 de junio de 2013) fue un historiador de la literatura belga, profesor emérito de la Universidad libre de Bruselas y miembro de la Real Academia de la Lengua y Literatura francesas de Bélgica.

## Trayectoria
Raymond Trousson, doctor en Filosofía y Letras, fue profesor en la Universidad Libre de Bruselas hasta su jubilación.
Son muy destacables sus trabajos en literatura comparada e historia literaria, que arrancaron de sus primeros libros: Le thème de Prométhée (1964), Un problème de littérature comparée; les études de thèmes (1965).
Escribió luego varias obras consagradas al Siglo de las Luces, en especial a Rousseau (Rousseau et sa fortune littéraire, 1971), y a Diderot, con numerosas monografías hasta hoy; la última es Diderot: una biografía intelectual, bien informada aunque poco creativa.
Por otro lado escribió sobre la supervivencia de la cultura antigua en las letras modernas, en Diderot, Rousseau, Montesquieu, Claudel. Particularmente ha examinado el mito de Sócrates en las Luces: Socrates devant Voltaire, Diderot et Rousseau (1967).
También trabajó sobre la utopía, en general, con obras como Historia de la literatura utópica: viajes a países inexistentes (1975), D'Utopie et d'Utopistes (1998), Religions d'utopie (2001) y Sciences, techniques et utopies. Du paradis à l'enfer (2003). También publicó ediciones críticas de obras utópicas y desenterró textos de autores mal conocidos Louis Sébastien Mercier o Tiphaigne de La Roche, Tyssot de Patot, Veiras, Gabriel de Foigny y Mantegazza.
Es el utópico un territorio imaginativo renovado y discutido del que es especialista, y para él definidor de la cultura de finales del siglo XX: "hacia principios de los años sesenta se multiplican los estudios dedicados a un género literario que durante largo tiempo había sido considerado como secundario y literariamente mediocre,... por la necesidad de describir minuciosamente instituciones imaginarias. Paralelamente se ha desarrollado el estudio histórico ... del 'utopismo', que es algo que desborda a la utopía al englobar proyectos puramente teóricos, como en el caso de los análisis consagrados por Bronislaw Baczko al período revolucionario y por otros investigadores a las teorías de Cabet, Fourier, Owen o Saint-Simon. Por otro lado, se ha reflexionado más sobre la influencia que algunos de estos autores quisieron tener sobre la realidad, puesto que, ya desde la Antigüedad, algunos proyectos fueron presentados como realizables a determinados soberanos u hombres del poder: es así como Platón se dirigió a Dionisio, tirano de Siracusa, Campanella al rey de España o Harrington a Cromwell".

## Obras
- Le thème de Prométhée dans la littérature européene, 1964, primera versión.
- Un problème de littérature comparée: les études de thèmes, 1965.
- Socrate devant Voltaire, Diderot et Rousseau: la conscience en face du mythe, París, Lettres modernes, 1967
- Rousseau et sa fortune littéraire, Saint-Médard-en-Jalles, G. Ducros, 1971
- Voyages aux pays de nulle part. Histoire de la pensée utopique, Bruselas, ed. de l'Université, 1975. Tr.: Historia de la literatura utópica: viajes a países inexistentes, Edicions 62, 1995 ISBN 978-84-297-3940-4
- Le Thème de Prométhée dans la littérature européenne, Ginebra, Droz, 1976, 2 vols.
- Balzac disciple et juge de Jean-Jacques Rousseau, Ginebra, Droz; y París, 1983
- Le Tison et le flambeau: Victor Hugo devant Voltaire et Rousseau, Bruselas, ed. de l'Université, 1985
- Stendhal et Rousseau: continuité et ruptures, Colonia, DME, 1986
- Jean-Jacques Rousseau, París, Tallandier, 1988. Tr.: Jean Jacques Rousseau: gracia y desgracia de una conciencia, Alianza, 1995 ISBN 978-84-206-2805-9
- Charles De Coster ou La vie est un songe: biographie, Bruselas, éditions Labor, 1990
- Romans libertins du XVIII siècle, París, Robert Laffont, 1993
- Histoire de la libre pensée. Des origines à 1789, Bruselas, Espace de Libertés, col. "Laïcité", 1993, ISBN 2-930001-06-2. (página sobre el libro en la web del autor)
- Isabelle de Charrière. Un destin de femme au XVIIIe siècle, Paris, Hachette, 1994.
- Dictionnaire Voltaire (dir.), París, Hachette, 1994; y Bruselas, Espace de Libertés, coll. "Laïcité", 1994, ISBN 2-930001-13-5 (página sobre el libro en la web del autor)
- Voltaire et les Droits de l'homme. Textes sur la justice et la tolérance (presentados y anotados), Espace de Libertés, col. "Laïcité", 1994, ISBN 2-930001-12-7. (sobre el libro, en la web del autor)
- Dictionnaire de Jean-Jacques Rousseau (dir.), París, Honoré  Champion, 1996.
- Romans de femmes du XVIII siècle: Mme. de Tencin, Mme. de Graffigny, Mme Riccoboni..., París, Robert Laffont, 1996.
- Images de Diderot en France, 1784-1913, París, Honoré Champion, 1997.
- D'Utopie et d'Utopistes, Paris-Montréal, L'Harmattan, 1998
- Dictionnaire de Diderot (dir.), París, Honoré Champion, 1999.
- Iwan Gilkin, poète de “La nuit”, Bruselas, éditions Labor, 1999.
- Visages de Voltaire: XVIII y XIX siècle, París, Honoré Champion, 2001.
- Religions d'utopie, Bruselas, Ousia, 2001
- Sciences, techniques et utopies. Du paradis à l'enfer, Paris, L'Harmattan, 2003.
- Antoine-Vincent Arnault (1766-1834): un homme de lettres entre classicisme et romantisme, París, Honoré Champion, 2004.
- Denis Diderot ou Le vrai Prométhée, París, Tallandier, 2005.
- Diderot jour après jour: chronologie, París, Honoré Champion, 2006.
- Denis Diderot, Gallimard, 2007.
- Voltaire, Tallandier, 2008.
- Charles De Coster, journaliste à l'Uylenspiegel, Bruselas, Espace de Libertés, col. "Laïcité", 2007, ISBN 2-930001-76-3 (página sobre el libro en la web del editor)